# Microphor sycophantor
Microphor sycophantor är en tvåvingeart som först beskrevs av Axel Leonard Melander 1902.  Microphor sycophantor ingår i släktet Microphor och familjen styltflugor. Inga underarter finns listade i Catalogue of Life.